# Thịnh vượng chung (vùng quốc hải Hoa Kỳ)
Trong văn mạch nói về vùng quốc hải Hoa Kỳ, thuật ngữ Thịnh vượng chung (tiếng Anh: Commonwealth) là một loại lãnh thổ phụ thuộc có tổ chức nhưng chưa hợp nhất của Hoa Kỳ.
Theo chính sách của Bộ ngoại giao Hoa Kỳ hiện tại, được pháp điển hóa trong sách hướng dẫn của bộ, thì thuật ngữ "Thịnh vượng chung" được định nghĩa như sau: "Thịnh vượng chung không diễn tả hay cung cấp bất cứ mối quan hệ hay tình trạng chính trị đặc biệt nào. Ví dụ, điều đó từng được áp dụng cho cả các tiểu bang và các lãnh thổ. Khi sử dụng có liên quan đến các khu vực nào đó nằm dưới chủ quyền của Hoa Kỳ mà không phải của các tiểu bang thì thuật ngữ này đại thể mô tả một khu vực tự trị dưới hiến pháp của riêng mình và quyền tự trị của mình sẽ không đơn phương bị Quốc hội (Hoa Kỳ) hủy bỏ".
Hiện tại có hai vùng quốc hải Hoa Kỳ được xếp loại tình trạng thịnh vượng chung, đó là Quần đảo Bắc Mariana và Puerto Rico.

## Các thịnh vượng chung hiện tại

### Thịnh vượng chung Puerto Rico
Trong số các vùng quốc hải Hoa Kỳ hiện tại, thuật ngữ Thịnh vượng chung được Puerto Rico sử dụng lần đầu tiên vào năm 1952 trong tên gọi chính thức của nó bằng tiếng Anh ("Commonwealth of Puerto Rico"). Tên gọi chính thức bằng tiếng Tây Ban Nha của Puerto Rico là "Estado Libre Asociado de Puerto Rico," (có nghĩa "Quốc gia Liên kết tự do Puerto Rico"). Hoa Kỳ lấy được quần đảo Puerto Rico năm 1898 sau Chiến tranh Tây Ban Nha-Mỹ. Năm 1950, Quốc hội Hoa Kỳ thông qua luật (P.L. 81-600) cho phép Puerto Rico tổ chức một hội nghị hiến pháp. Năm 1952, nhân dân Puerto Rico thông qua một bản hiến pháp thành lập chính thể cộng hòa cho hòn đảo. Quan hệ chính trị của Puerto Rico với Hoa Kỳ là nguồn tranh cãi liên tiếp tại Puerto Rico, Quốc hội Hoa Kỳ, và Liên hiệp Quốc. Vấn đề vây quanh là liệu Puerto Rico nên tiếp tục là mộ lãnh thổ của Hoa Kỳ, trở thành một tiểu bang của Hoa Kỳ hay trở thành một quốc gia độc lập. Cuộc tranh cãi này sinh ra mấy cuộc trưng cầu dân ý, các lệnh hành pháp của tổng thống và các đạo luật tại Quốc hội Hoa Kỳ. Cuối cùng thì Quốc hội Hoa Kỳ là nhân tố duy nhất có quyền quyết định cứu xét về tình trạng chính của Puerto Rico, như đã được ghi rõ trong Tiểu đoạn nói về lãnh thổ trong Hiến pháp Hoa Kỳ.
Mặc dù tên tiếng Tây Ban Nha có nghĩa là quốc gia liên kết tự do nhưng mối quan hệ của Puerto Rico và Hoa Kỳ không phải là một Hiệp ước Liên kết Tự do như trường hợp của Liên bang Micronesia, Palau, và the Quần đảo Marshall.  Trong tư cách là các quốc gia có chủ quyền, các hòn đảo này có đầy đủ quyền tiến hành quan hệ ngoại giao của chính họ trong khi đó Thịnh vượng chung Puerto Rico là một lãnh thổ của Hoa Kỳ.
Lãnh thổ này được tổ chức bởi Đạo luật Foraker năm 1900, và được tu chính bởi Đạo luật Jones-Shafroth năm 1917. Việc người dân của hòn đảo này soạn thảo ra Hiến pháp Puerto Rico được Quốc hội Hoa Kỳ cho phép vào năm 1951, và được thông qua năm 1952. Chính phủ Puerto Rico đã tổ chức vài lần trưng cầu dân ý với chọn lựa trở thành tiểu bang Hoa Kỳ, độc lập và thịnh vượng chung.  Chọn lựa tiếp tục tính trạng là thịnh vượng chung đã thắng thế.
Người Puerto Rico là công dân Hoa Kỳ và bầu lên một Ủy ban Cư dân Puerto Rico có tiếng nói nhưng không có quyền biểu quyết tại Hạ viện Hoa Kỳ. Trừ các nhân viên liên bang (Ví dụ như nhân viên Bưu điện Hoa Kỳ, FBI, và các quân nhân viên chức trong tất cả các quân chủng quân sự), cư dân Puerto Rico không phải trả thuế lợi tức liên bang (ngoại trừ họ phải trả thuế An sinh Xã hội và Medicare) và Puerto Rico không có đại diện trong đại cử tri đoàn là đoàn đại biểu sau hết chọn ra tổng thống và phó tổng thống Hoa Kỳ.
Puerto Rico có chủ quyền về thể thao với đội tuyển Olympic quốc gia riêng của mình. Puerto Rico cũng tham dự vào các tổ chức quốc gia khác như Ủy ban Kinh tế châu Mỹ La tinh (ECLA).
Vào tháng 4 năm 2023, Đạo luật Tình trạng của Puerto Rico, tìm cách giải quyết tình trạng lãnh thổ và mối quan hệ với Hoa Kỳ thông qua một cuộc trưng cầu dân ý có tính ràng buộc ở cấp liên bang, đã được các Đảng viên Đảng Dân chủ giới thiệu lại tại Hạ viện..

### Thịnh vượng chung Quần đảo Bắc Mariana
Năm 1976, Quốc hội Hoa Kỳ chấp thuận Thỏa ước thiết lập một thịnh vượng chung Quần đảo Bắc Mariana hợp nhất chính trị với Hoa Kỳ.  Trước ngày 28 tháng 11 năm 2009, Đạo luật Di dân và Quốc tịch (INA) không được áp dụng tại Thịnh vượng chung Quần đảo Bắc Mariana. Đúng hơn, một hệ thống di dân riêng biệt hiện hữu tại Thịnh vượng chung này. Hệ thống này được thiết lập dưới Thỏa ước Thành lập một Thịnh vượng chung Quần đảo Bắc Mariana hợp nhất chính trị với Hoa Kỳ, được ký kết vào năm 1975 và được pháp điển hóa như 48 U.S.C. § 1801. Thỏa ước này bị đơn phương tu chính bởi Đạo luật Tài nguyên Tự nhiên Thống nhất năm 2008 và được Quốc hội Hoa Kỳ chấp thuận ngày 8 tháng 5 năm, như thế đã thay đổi hệ thống di dân của thịnh vượng chung này.
Đặc biệt, CNRA § 702(a) đã tu chính thỏa ước rằng "các điều khoản về luật lệ di dân (như định nghĩa trong đoạn 101(a)(17) của Đạo luật Di dân và Quốc tịch (8 U.S.C. 1101(a)(17))) sẽ được áp dụng đối với Thịnh vượng chung Quần đảo Bắc Mariana."
Chuyển tiếp sang Lưật Di dân Hoa Kỳ bắc đầu ngày 28 tháng 11 năm 2009 tại Thịnh vượng chung Quần đảo Bắc Mariana (CNMI).

## Cựu thịnh vượng chung

### Thịnh vượng chung Philippines
Thịnh vượng chung Philippines từng là một vùng quốc hải giữ tình trạng thịnh vượng chung từ ngày 24 tháng 3 năm 1934 cho đến ngày 4 tháng 7 năm 1946. Hoa Kỳ công nhận nền độc lập tương lai của Philippines vào năm 1934 nhưng kêu gọi có một thời kỳ chuyển tiếp từ năm 1934 cho đến năm 1946 khi Philippines trở thành hoàn toàn độc lập sau Chiến tranh thế giới thứ hai.

## Thao khảo
1. ↑  "7 fam 1120 acquisition of u.s. nationality in u.s. territories and possessions" (PDF). U.S. Department of State Foreign Affairs Manual Volume 7- Consular Affairs. U.S. Department of State. ngày 5 tháng 1 năm 2006. Truy cập ngày 24 tháng 1 năm 2010.
2. ↑  , Congressional Research Service (Library of Congress)
3. ↑  "Puerto Rico Government". Topuertorico.org.
4. ↑  "December 2005 report of the President's Task Force on Puerto Rico's Status" (PDF). Bản gốc (PDF) lưu trữ ngày 26 tháng 3 năm 2009. Truy cập ngày 15 tháng 12 năm 2012.
5. ↑  "CEPAL - ECLAC - Member States". Bản gốc lưu trữ ngày 12 tháng 10 năm 2013. Truy cập ngày 26 tháng 10 năm 2021.
6. ↑  Covenant to Establish a Commonwealth of the Northern Mariana Islands (CNMI) in Political Union with the United States Lưu trữ ngày 17 tháng 1 năm 2013 tại Wayback Machine
7. ↑  "U.S. Department of Justice Memorandum" (PDF). Bản gốc (PDF) lưu trữ ngày 26 tháng 9 năm 2011. Truy cập ngày 15 tháng 12 năm 2012.
8. ↑  "CNMI loses immigration control in 2009". saipantribune.com. Bản gốc lưu trữ ngày 26 tháng 9 năm 2011. Truy cập ngày 15 tháng 12 năm 2012.
9. ↑  "A Lesser-Known Immigration Crisis: Federal Immigration Law in the Commonwealth of the Northern Mariana Islands" (PDF). digital.law.washington.edu.
10. ↑  The Philippines independence Act (Tydings-McDuffie Act, Approved ngày 24 tháng 3 năm 1934, Section 10.(a), Chan Robles Law Library.